# 特拉特洛尔科事件

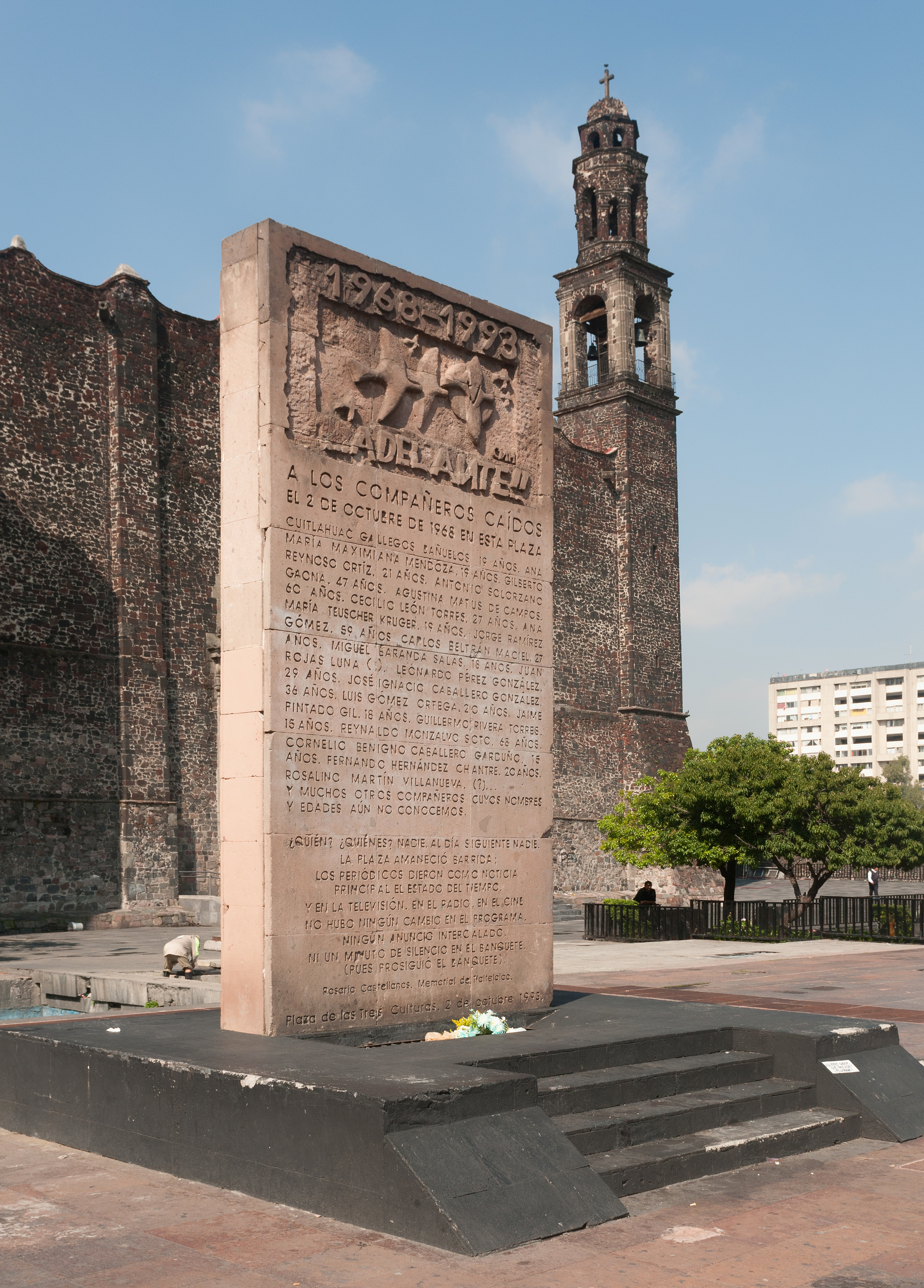
纪念在大屠杀中遇难学生的石碑

特拉特洛尔科事件，也称作特拉特洛尔科大屠杀、特拉特洛尔科之夜，是一场墨西哥政府对学生、平民抗议者以及围观的无辜群众的大屠杀。这场屠杀发生在墨西哥城特拉特洛尔科的三种文化广场，时间是1968年10月2日下午至晚上，也是1968年墨西哥城奥运会开幕的十天前。
当时，墨西哥的官方和主流媒体宣称政府部队遭到了抗议者的枪击挑衅。而在2000年公开的政府文件则指出那些狙击手事实上是为政府雇佣的。尽管估计的遇难人数从三十到一千人不等，包括目击者声称有數以百計的毆打致死者，但美国拉美政策分析师凯特·道尔只发现了其中44个人的确切遇难证据。根据墨西哥联邦安全委员会最高负责人的报告，在那一天共有1345人被捕入狱。

## 历史背景
为了筹办墨西哥城奥运会，墨西哥政府共投入了总计1.5亿美元的巨款。这笔钱约合今日的75亿美元。在奥运会期间当政的墨西哥总统古斯塔沃·迪亚斯·奥尔达斯在维持局势稳定时，反而激化了墨西哥城原本就很紧张的形势。在他的总统任上，墨西哥當局镇压了独立工会、农民，以及實施紧缩的财政政策。他的前任阿道夫·洛佩斯·马特奥斯的任上也就是1958年，工人领袖德美特里奥·瓦列霍（Demetrio Vallejo）尝试组织一个独立于官方的铁路工人工会。而墨西哥政府很快就取缔了它，并以违反刑法第145条，犯了“破坏社会团结罪”的名义将德美特里奥逮捕。
在政府暴力镇压了1968年7月的街头匪帮的鬥毆後，学运很快就发展壮大，大批的对执政党革命制度党体制不满的学生参与其中。塞尔吉奥·泽美罗尔（Sergio Zermeño）指出：尽管学生们是为对民主的渴求团结在了一起，然而他们对民主的理解却存在着巨大的差异。 还有人指出：学运受到了古巴革命以及在欧美爆发的左翼学生运动的影响。七月份的一系列学生示威活动事实上就由亲古巴的学生主导。

### 全国罢工委员会
1968年夏，在墨西哥政府破坏大学自治衝入学校逮捕学生后，全国罢工委员会（Consejo Nacional de Huelga ，简称CNH）正式成立。它组织了随后所有的抗议活动。罢工委员会由墨西哥各地70所大学和预科学校的代表组成，协调旨在促进社会、教育以及政治的改革的抗议。在最高峰时，有240名学生代表参加决策，女学生占代表的一半。委员会通过投票表决来做出一切决定,与此同时，委员会也在努力消除竞争者的敌意。劳尔·阿尔瓦雷斯·伽林 （Raúl Álvarez Garín）、苏格拉底·坎波斯·勒穆斯（Sócrates Campos Lemus）、马赛里诺·佩里诺（Marcelino Perelló）和吉尔伯托·格瓦拉·内贝拉（Gilberto Guevara Niebla）在委员会中充当了实际领袖。当世界都把目光聚焦在墨西哥城奥运会时，CNH的领导者们努力寻求将注意力转移到对腐败的政治和社会不满的和平解决方案上来的的办法。委员会要求：
1. 废除刑法145条和145b条（该条例规定：有权以威胁社会秩序的名义，逮捕参加三人以上聚会的人。）。
2. 解散防暴警察。
3. 释放政治犯。
4. 开除警察头子及其副手。
5. 政府应当为过去镇压游行时发生的流血事件负责。

### 对第五职业学校的袭击
对第五职业学校的袭击标志着政府第一次侵犯学生自治。学生们在政府袭击墨西哥城的第五职业学校后开始拧成一根绳，共同发动运动。此后，由于得到首都外学生和社会其他阶级的支持，直到那年的十月，学运不断发展壮大。

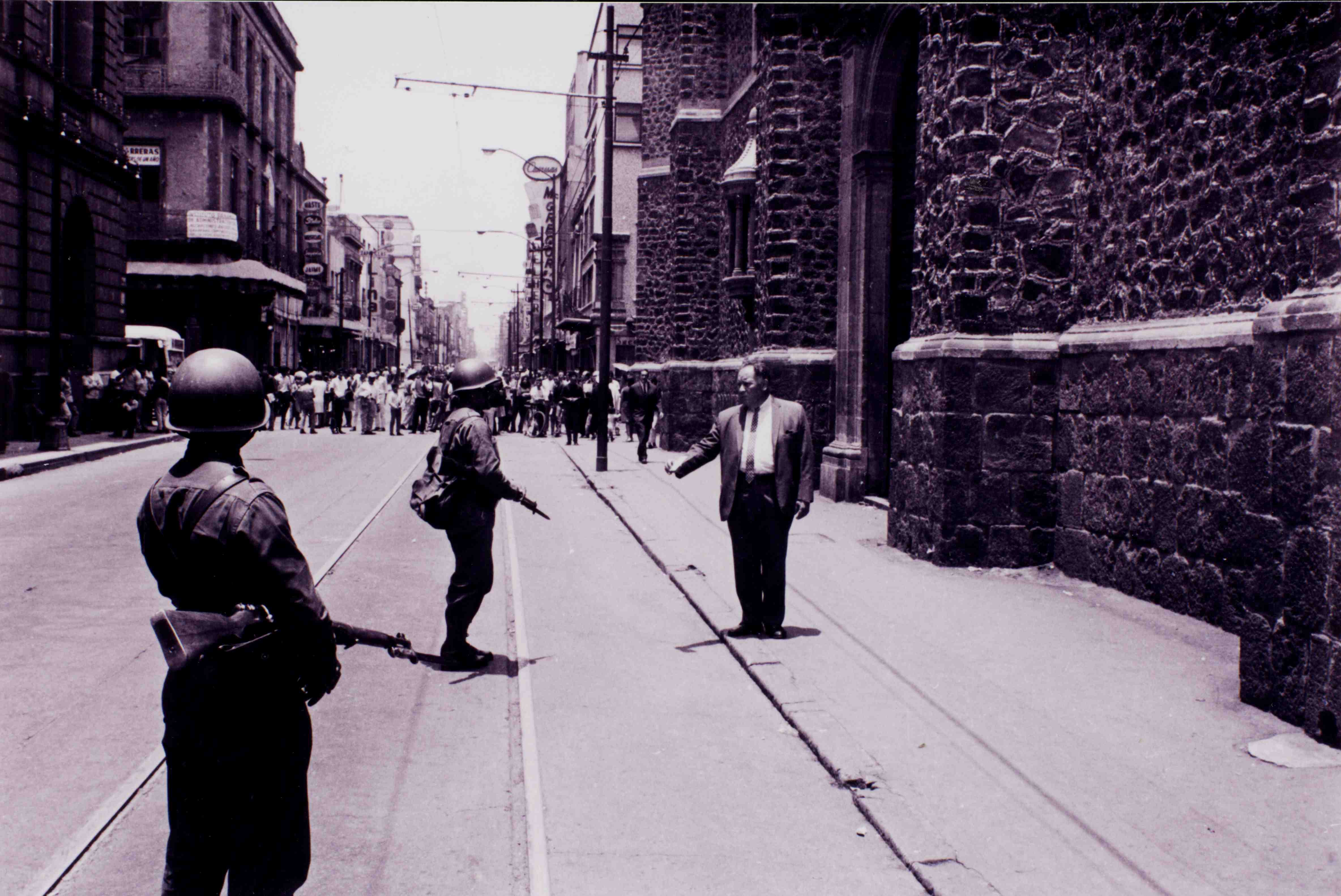
7月30日，一位教师在第一中学前和军人们谈话，在他们的身后，学生们正在示威。

1968年7月23日，警察宣布：为了清剿盘踞在校园的街头匪帮，他们强行进入了第五职业学校。墨西哥政府派出防暴警察来控制局势和镇压学生抗议的这种行径自此开始。有消息称：防暴警察在清理第五职业学校的过程中强奸了女学生和教师。在一次对一些防暴警察非正式采访的过程中，安东尼奥·卡里加（Antonio Careaga）透露：防暴警察们说：当局允诺每抓获一个学生，就奖励一位警察三十比索（约合11美元）。
作为对政府和警方行动的回应，学生们开始结成小组（brigadas），以六人或更多人为一组在街道、市场，最主要在公交车上分发。这些区域性组织，同时也是CNH的最小组成单位，实际决定了学生运动的范围和焦点，城乡问题便是焦点其中之一。小组登上公交车，一些人向乘客宣讲政府的腐败和镇压行径，另一些人则发放传单并收取捐款。他们收取的捐款越来越多，学生们对民主与正义的诉求开始得到乘客和司机同情。然而，学生们日益高涨的好战情绪逐渐使司机们对学生们的动机产生怀疑。

### 佔領墨西哥国立自治大学

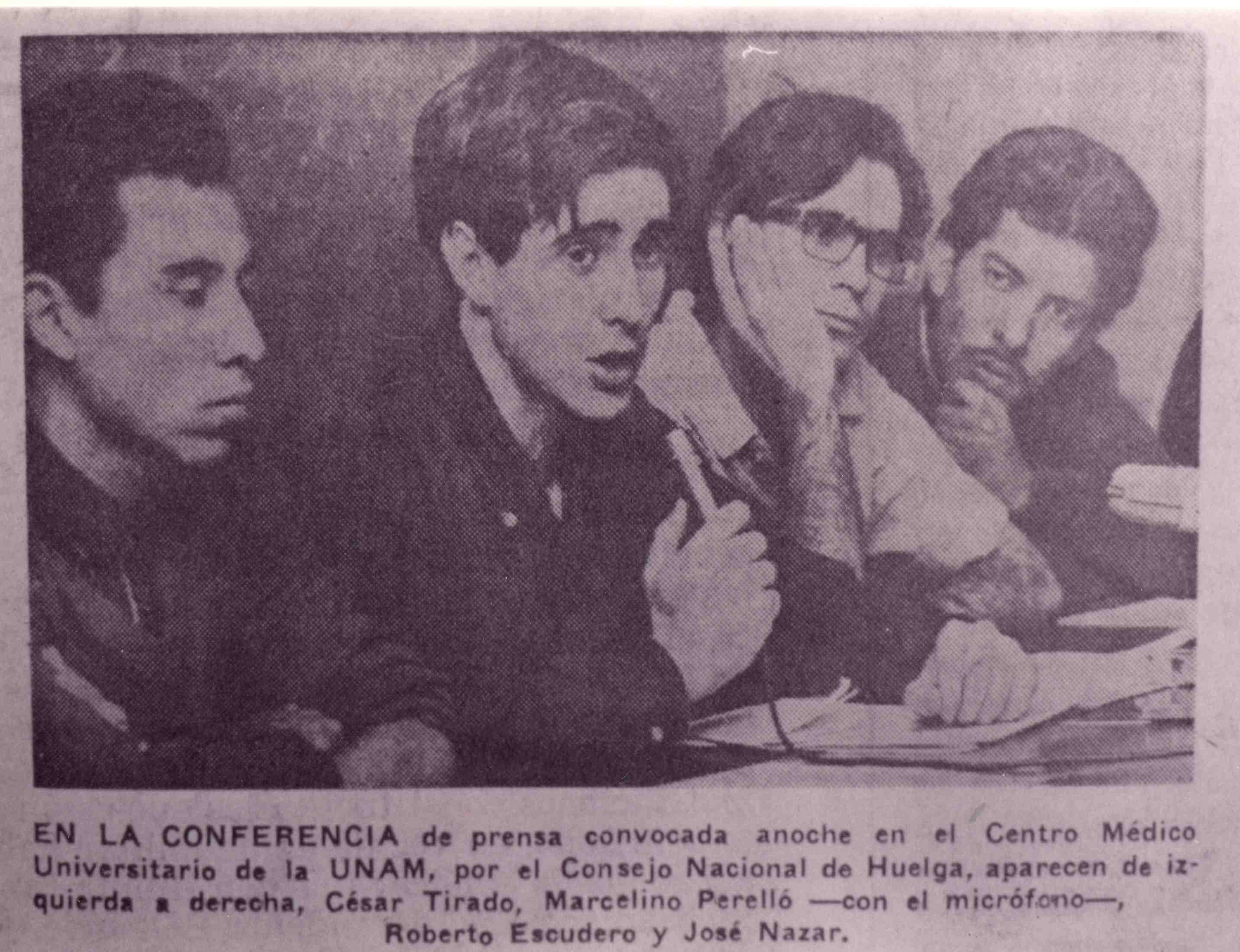
墨西哥国立自治大学理事会开会组织学运和抗议，摄于1968年10月5日

就在7月30日，八月一日，国立自治大学校长巴罗斯·谢拉（Barros Sierra）带领五万学生和平示威，抗议政府暴力镇压学运以及公然侵犯大学自治。 

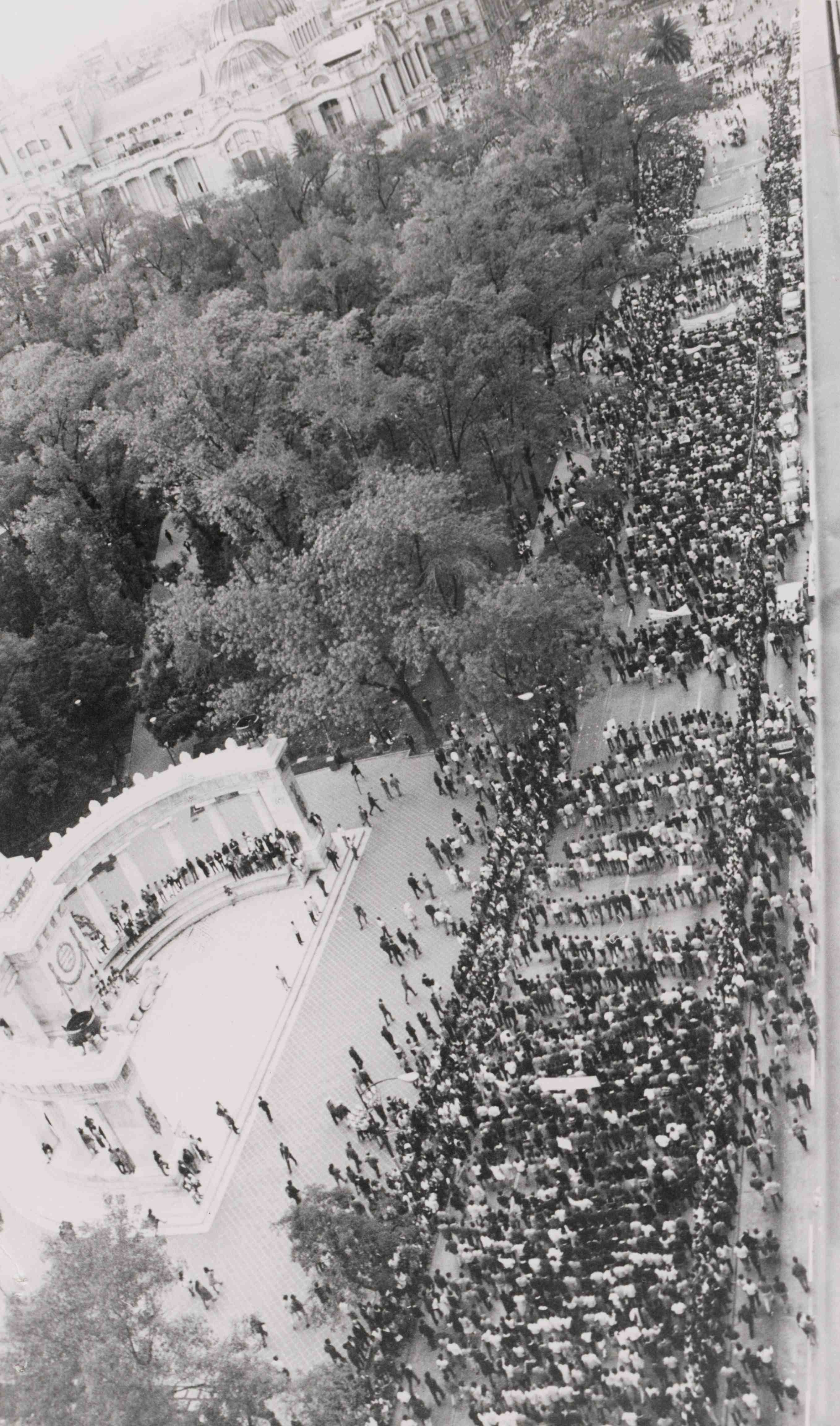
8月27日学生们在胡亚雷斯大道（Juárez avenue）上的示威游行

这场游行的目的是为了向墨西哥公众证明学生们并非煽动者。除此之外，学生们也希望让公众们有这样一种印象：这场游行的背后没有共产党的手在操纵。游行路线特意避开了中央广场。目前，国立自治大学的网站给出了这样一条路线：游行从大学城开始，沿着Insurgentes大道到达Félix Cuevas，在那转向科约阿坎大道（Coyoacán Avenue），从大学大道（University Avenue）返回出发点。游行队伍在途中并未受到大的骚扰。
9月9日，谢拉号召学生和教师复课，因为“我们制度上的要求···根本上已因共和国总统近日传达的訊息满足。”紧接着，全国罢工委员会在埃尔·迪亚报（El Día）上为9月13日的寂静游行（Silent March）刊载付费通告。通告邀请“所有工人、农民、学生以及其他墨西哥人民”参加游行。 除此以外，在通告中，CNH强调该组织“与第二十届奥林匹克运动会还有墨西哥独立纪念日无关”，也不打算以任何方式干扰到这两件事。 同时，也重申了全国罢工委员会的六个要求。
然而奥尔达斯铁了心要阻止示威活动。九月，他派遣墨西哥軍隊占领了国立自治大学的校园。学生们遭到殴打和随意逮捕。谢拉在一片抗议声中于9月23日辞职。

### 国立理工学院保卫战
有了国立自治大学的前车之鉴，当军警试图占领国立理工学院（Instituto Politécnico Nacional）扎卡滕克（Zacatenco）校区和圣托马斯（Santo Tomas）校区时，学生们已经做好了充分的准备。军警到来时，学生们用猛烈的抵抗来迎接他们。国立自治大学被兵不血刃地拿下。然而，在国立理工学院爆发的战斗从9月23日的下午5时持续到9月24日的早晨。 胡斯托·伊格尔·德·莱昂·洛约拉（Justo Igor de León Loyola）医生在他的书《圣托马斯之夜》（La noche de Santo Tomás）这样描述那一夜：「那天我见识到了血腥而不平等的战斗：双方都全副武装···然而双方在武器上有多大的差距！.22口径手枪对抗军用M1来复枪，火箭筒对阵莫洛托夫鸡尾酒。」 尽管如此，学生们仍顽强地支撑了超过12个小时。法国报纸 L'Express指出共有15人在战斗中死亡，交火双方射出了千余发子弹。而政府公布了一个较小的数字：3人死亡，15人受伤。 在战斗中捕获的学生後來受訪時，提到他们集中在大堂入口并遭到随意射击。他们活了下来，有些朋友就没有这么幸运了。

## 屠杀

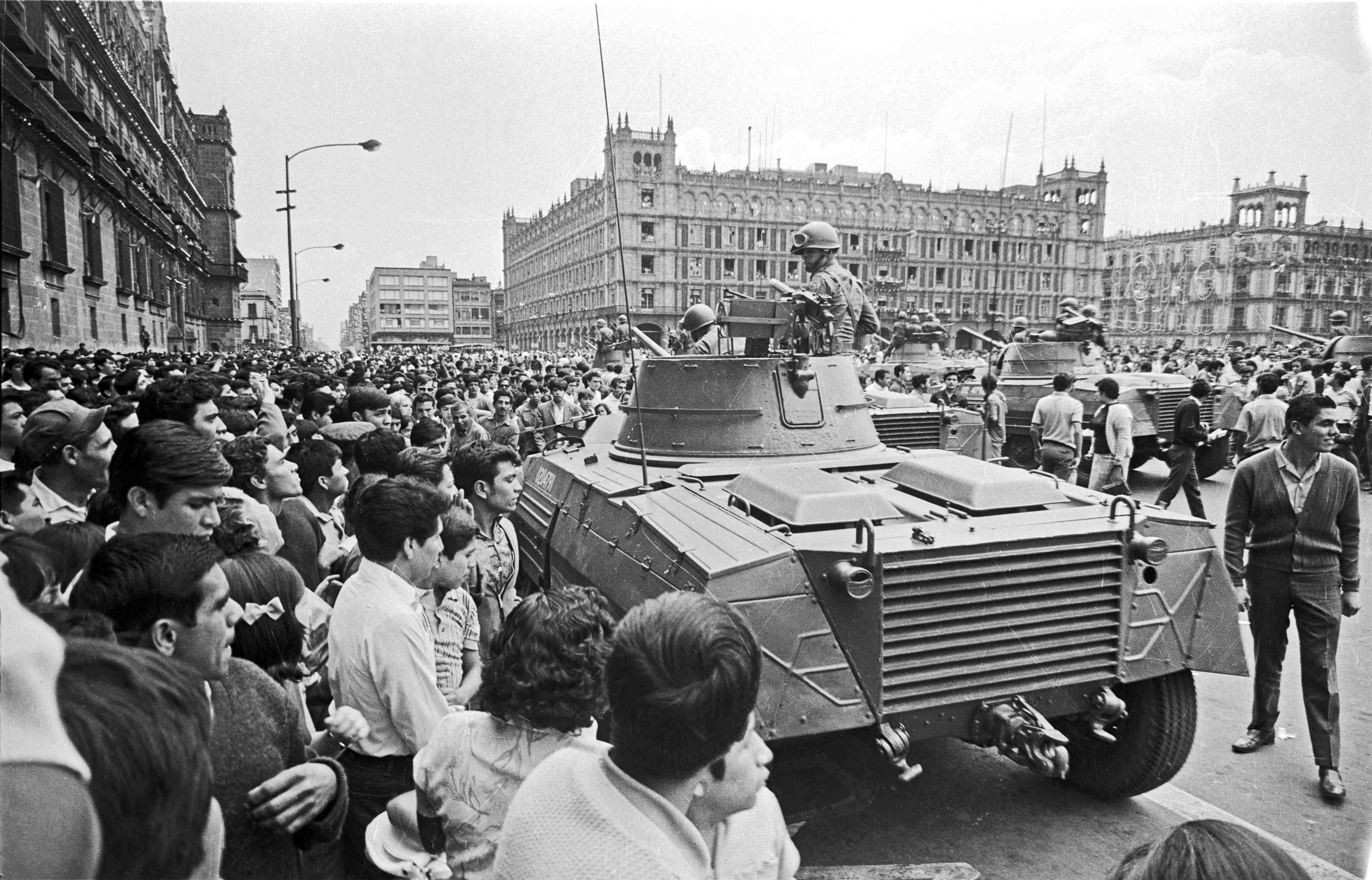
中央广场上的墨西哥军队

1968年10月2日星期三，约万名大学生和中学生聚集在三种文化广场抗议政府行动，并聆听演讲。 有许多与全国罢工委员会无关的男男女女作为观众也跟着委员会成员进了广场。其中包括但不限于附近公寓楼的居民、观察员（通常是记者）和孩子。学生们聚集在奇瓦瓦楼，屹立于三种文化广场的一座13层的公寓楼外。大家本以为这将会是一场和平的集会。他们的口号是：“No queremos olimpiadas, queremos revolución！”（我们不要奥运会，我们要革命！）当集会组织者发现周围军警在逐渐增加时，他们并没有叫停集会。差不多就在那时，一架军队的直升机和一家警察的直升机飞过了广场。大概在下午五时五十五分，有人在邻近的外交部塔楼上开火。6：15左右，又有人向两架直升机开火，5000军队、200辆装甲车和卡车也在此时包围了广场。 此后发生的一切在那次事件的多年后笼罩在迷雾之中。然而，随着美国和墨西哥政府开始公布相关资料，很多事情我们现在才得以了解。
在事件过去之后，谁开了第一枪这个问题成了未解之谜。墨西哥政府宣称：从附近公寓楼射出的子弹是刺激军队开始发动攻击的原因。而学生抗议者们则有另一套说法：头顶上的直升机发出信号指示军队向人群开火。身兼记者的作家艾琳娜·伯利亚托瓦斯卡采访了当晚的亲历者，并在她的书《发生在墨西哥的屠杀》（Massacre in Mexico）讲述了那时的景象：“火舌划过天空，人们不假思索地举头仰望。一声枪响接着传入了人们的耳中。大家陷入一片恐慌，向四面八方逃去。” 全国罢工委员会的成员试图稳定秩序，但很快广场还是陷入一团混乱。
很快，奥林匹克营（the Olympia Battalion），一个政府为奥运安保筹建的秘密部队得到命令，要求他们逮捕CNH的领导人并推进到广场。这只秘密部队由军人、警官以及联邦安全委员会的特工组成。他们身着白手套，或者把白手帕系在左手上来把他们和平民区分开，并防止军队误击。 欧内斯特·莫拉莱斯·索托上尉（Ernesto Morales Soto）这样说：“一看到预先约定的信号—空中的一道闪光，我们便封锁了上述的两个入口，阻止一切人员进入或者离开。”此后对广场的进攻造成了数百人遇难以及多得多的伤员。遭到射击的军队用子弹来回应，他们向周围建筑以及人群开火。受到射击的人中不仅有抗议者，还有无辜的观察员、路人和围观者。毕竟，示威者和无辜者看起来并没有明显的差别，其中包括好事的年轻人、记者（其中有一位便是大名鼎鼎的意大利记者奥里亚娜·法拉奇）和孩子。人群遭到子弹的射击，肢体很快垒成了堆。奥林匹克营推开人们，并命令他们趴在靠近电梯墙的平地上。人们说他们就是一开始向军队和人群开枪的人。.录像也指出至少有两组奥林匹亚营的人躲藏在附近的公寓楼内。一组在莫林罗·德·雷伊楼（Molino del Rey Building）上架起了一挺机枪，时任内政部长的路易斯·埃切维利亚的一位妻姐妹住在那。另一组躲在特拉特洛尔科的圣地亚哥教堂里（the church of Santiago de Tlatelolco）, 狙击手就部署在屋顶上，还有附近的女修道院里和外交部塔楼上。在外交部的塔楼上有很多牵涉到这次事件的人在那。他们包括但不限于那些首先开火的人、在19层架起一挺机枪的人和在17层布置一台摄像机的人。很有意思的是，录像证据显示：10个戴着白手套的人离开教堂，撞上了一队军人，军人们用武器指着这群人。这些人中的一个出示了一个像是身份证件的东西之后，就得到了放行。 杀戮持续了整夜，军警沿着通向广场的方向逐个屋子地搜查，切断奇瓦瓦楼及其周边的电力和通信。事件的目击者声称：遗体起初放到救护车上，后来军方来了，把遗体从车上放下来堆在一起，不顾遗体中可能夹杂着生者的可能性，把它们统统装进了军用卡车里。有些人说：尸体又装进垃圾车里，运向未知的目的地。军队把学生们聚拢在奇瓦瓦楼的电梯墙下，把他们脱光并肆意殴打。3000名到场者被带到教堂旁的女修道院，直到第二天的天明之前，无人来过问他们。他们都是些和学生没有共同之处的人，不过是周围的居民，看热闹的人、过路人还有一些到场只为听听演讲的听众。还有些目击者宣称身着便衣的奥林匹克营的成员在事件过后到附近的屋子搜索学生。
对这次事件的官方解释是“示威者中间的武装煽动者在可以俯视全场的建筑里先于保安部队开枪。安保力量突然发现置身于狙击枪的枪口之下为了自卫而开火还手。次日清晨，报纸报道20到28人死于事件，数百人負傷，逮捕人數達到成千上百。 大多数墨西哥媒体这样报道：学生们用盘踞在公寓楼的狙击手开火的方式激起了军队的猛烈报复。埃尔·迪亚报1968年10月3日的头条（即屠杀次日的头条）如下：“特拉特洛尔科集会上的罪恶挑衅激起了可怕的流血事件”（Criminal Provocation at the Tlatelolco Meeting Causes Terrible Bloodshed）。政府控制的媒体忠实地报道了墨西哥政府版的这次事件，但另一种观点最终浮现了出来，并占据上风。
2001年，一项调查研究披露出的文档显示：那些狙击手实际上是总统卫队的成员，他们收到指示向军队开火以挑起冲突。

## 调查与反馈
1998年，埃内斯托·塞迪略总统在特拉特洛尔科事件三十周年纪念日那天批准了一项国会对10月2日事件的调查。然而，革命制度党政府依旧坚持它的不合作态度，不愿公布和那次事件相关的官方档案。在2002年时事纵观（All Things Considered）节目对美国国家保密档案馆墨西哥文档项目的主管凯特·道尔的采访中，她这样描述革命制度党政府的调查：我的意思是：这么些年来，已经有很多对事件的调查。事实上，前总统米格尔·德拉马德里在昨日即将出版的采访中，说他已经就档案和示威照片咨询过军队和内政部长，却遭到了极大的政治压力以阻止调查。当他进一步施压时，军队和内政部宣称由于档案保管不善，他们找不到。

对那个惨痛之夜（La Noche Triste）持续不断的质疑声花了墨西哥政府超过三十年来做出回答。最终，在2001年比森特·福克斯·克萨达总统，70年来首位非革命制度党总统尝试解决最亟待回答的问题：谁制造了屠杀？福克斯总统下令解密有关1968年的那次事件的档案。 文件显示艾琳娜·伯利亚托瓦斯卡对10月2日夜晚的描述是准确的，亦如凯特·道尔所揭露的那样。
成千无数的学生聚集在广场上还有，正如你所说的那样，官方的说法是学生开了火。好吧，现在已经有十分明确的证据显示有一支部队称作奥林匹克营（Brigada Olympica）或者说Olympic Brigade，由总统卫队中的特种部队组成，从广场四周的建筑开火。屠杀就是这样挑起的。
福克斯在2002年任命伊格那西奥·卡里略·普列托（Ignacio Carrillo Prieto）检举下令屠杀的负责人。 06年，前总统、事件发生时的内政部长路易斯·埃切维利亚以种族灭绝罪的罪名遭到逮捕。2009年五月，在一场漫长而复杂的上诉之后，对埃切维利亚的屠杀指控撤销。墨西哥报纸《新闻报》（The News）这样报道：“由三位巡回法庭法官组成的法庭裁决没有足够证据表明路易斯·埃切维利亚与1968年10月2日对千百名学生的暴力镇压有关。” 尽管法庭已做出了这样的宣判，起诉人卡里略·普列托说他将继续他的调查并寻求在联合国国际法庭上或美洲人权委员会上控告埃切维利亚的机会。

## 美国政府扮演的角色
2003年10月，根据阳光法案的要求，坐落于华盛顿大学的美国国家保密档案馆通过出版一系列中央情报局、五角大楼、美国国务院、联邦调查局和白宫的一系列记录将美国政府在事件中扮演的角色公之于众。
文件的细节如下： 

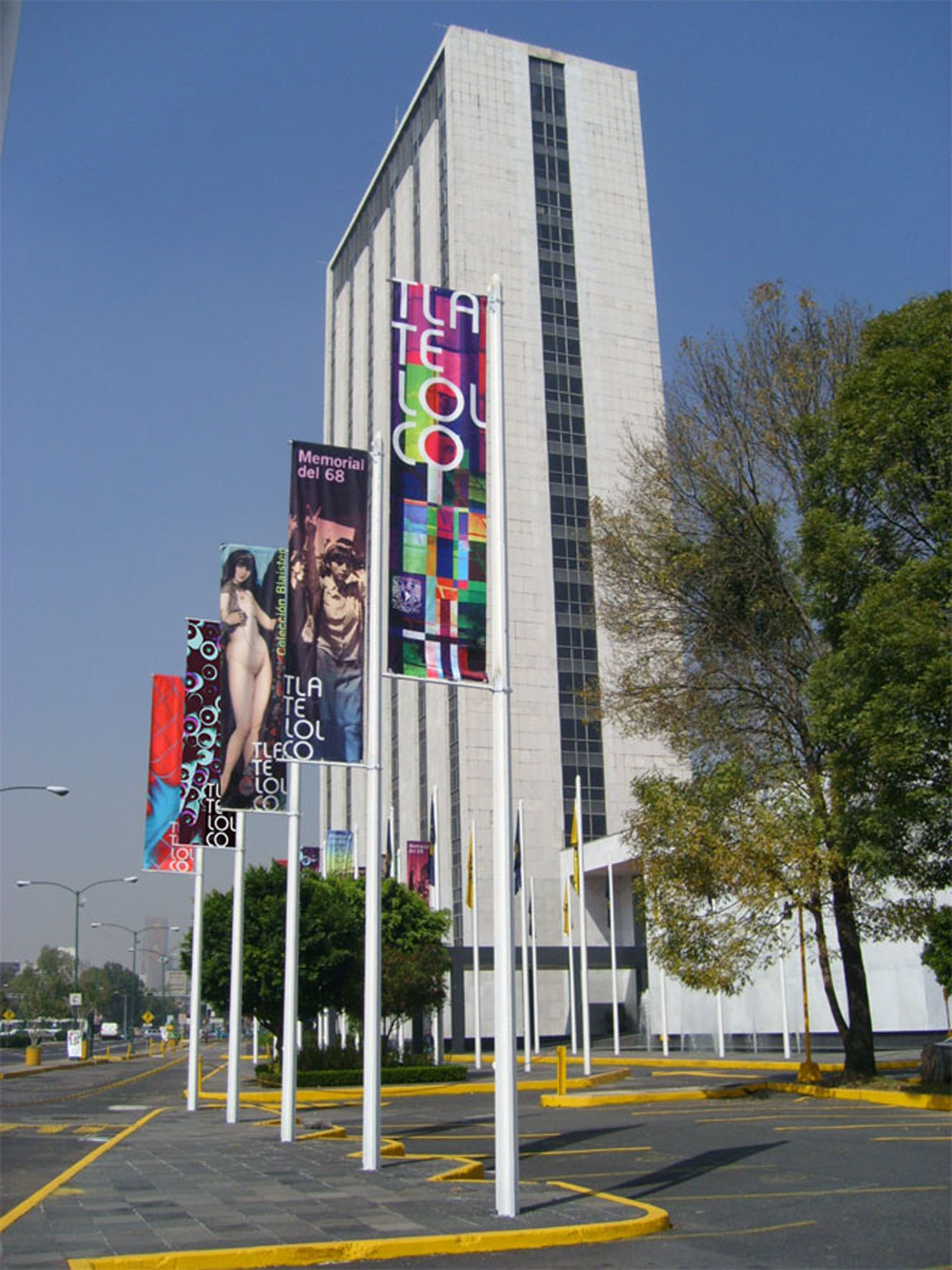
过去的外交部大楼静静屹立在事件的发生地

- 为了帮助墨西哥政府解决奥运安保问题，五角大楼在危机之前和危机持续时，一直在援助给墨西哥政府军用无线电、武器、弹药和镇暴教程。
- 自7月至10月，中央情报局駐墨西哥城情报站几乎以每日一封的频率向美国政府报告事态的发展。就在事件爆发的六天前，埃切维利亚和联邦安全委员会首長费尔南多·古铁雷斯·巴里奥斯（Fernando Gutiérrez Barrios）还告诉中央情报局：“事态会很快得到彻底控制”。
- 迪亚斯·奥尔达斯准备让学生领袖苏格拉底·坎波斯·勒穆斯指控革命制度党内的持不同政见者比如前任党主席卡洛斯·马德拉索（Carlos Madrazo）一手策划了学生运动。

1993年，为了纪念事件发生25周年，一块刻着几个遇难者名字的石碑被树立在广场上。最高法院也拥有一幅纪念那次事件的壁画。
在2006年6月，84岁高龄，疾病缠身的埃切维利亚遭控与屠杀有关。在候审期间，不得离开自己的房子。在这年7月上旬，由于法官发现诉讼时效已超出，对埃切维利亚的逮捕取消。到了10月29日，他再一次被捕，由于这一次指控的是种族灭绝罪，便用不着担心诉讼时限问题。
2008年12月，墨西哥参议院把从2009年起的10月2日改为全国哀悼日。

## 特拉特洛尔科事件的艺术形象
由豪尔赫·冯斯（Jorge Fons）导演的《红色黎明》（Rojo amanecer，1989）是一部反映此次事件的西班牙语电影。电影着重描述特拉特洛尔科附近一所公寓楼内住着的一户中产阶级家庭的那一天。影片取材于目击者和受害者的事后回忆。在这部电影中担任主演的是赫克托·波尼拉（Héctor Bonilla）、玛利亚·罗杰（María Rojo）、比切尔（Bichir）兄弟以及爱德华多·帕罗莫（Eduardo Palomo）。
亚历杭德罗·杨德洛维斯基（Alejandro Jodorowsky）将这场事件改编为剧本《圣山》（The Holy Mountain）。剧中，鸟儿们从濒死的学生伤口里飞出。
Taco Teatro是以墨尔本大学为大本营的剧团对《红色黎明》的第一次舞台化改编。于2008年5月在澳大利亚的墨尔本行会剧院（Guild Theatre）上演。
纪录片制作人理查德·丁多（Richard Dindo）制作了一部名为《既不忘记，也不原谅》（Ni olvido, ni perdón）的影片。它涵盖了当代对目击证人和参与者的采访。
一部新片《特拉特洛尔科：墨西哥的68年》刚刚上映。这一回，它把目光集中于一位本打算采访奥运会的记者身陷10月2日事件的故事。
罗伯托·波拉诺在1999年出版了他的西班牙语小说《护身符》（Amulet）。从一位妇女奥西里奥（Auxilio）的视角来叙述这场悲剧。在警察伏击的时候，她正好在大学的盥洗室内。
《记忆的清除》（Borrar de la Memoria）这部电影讲的是一位记者调查一位死于1968年7月的女孩的故事，电影顺带提及了那次屠杀。该片由大学电影研究中心（Centro Universitario de Estudios Cinematograficos）一位学生罗伯托·伦特利亚（Roberto Rentería）拍摄。他同时也在撰写一部关于上述女孩的文稿，她以La empaquetada（打包的）之名而广为人知。这是因为当她被发现时，她的身躯在肢解後装入一个盒子里。

## 40周年纪念游行
2008年10月2日，两场纪念游行在墨西哥城举行。一路从师范学院出发到索卡洛广场。另一路的起始点是国立理工学院，结束点是事件发生地三种文化广场。根据游行的一个组织者68年委员会（Comité del 68）表示，共计4万人参加了游行。

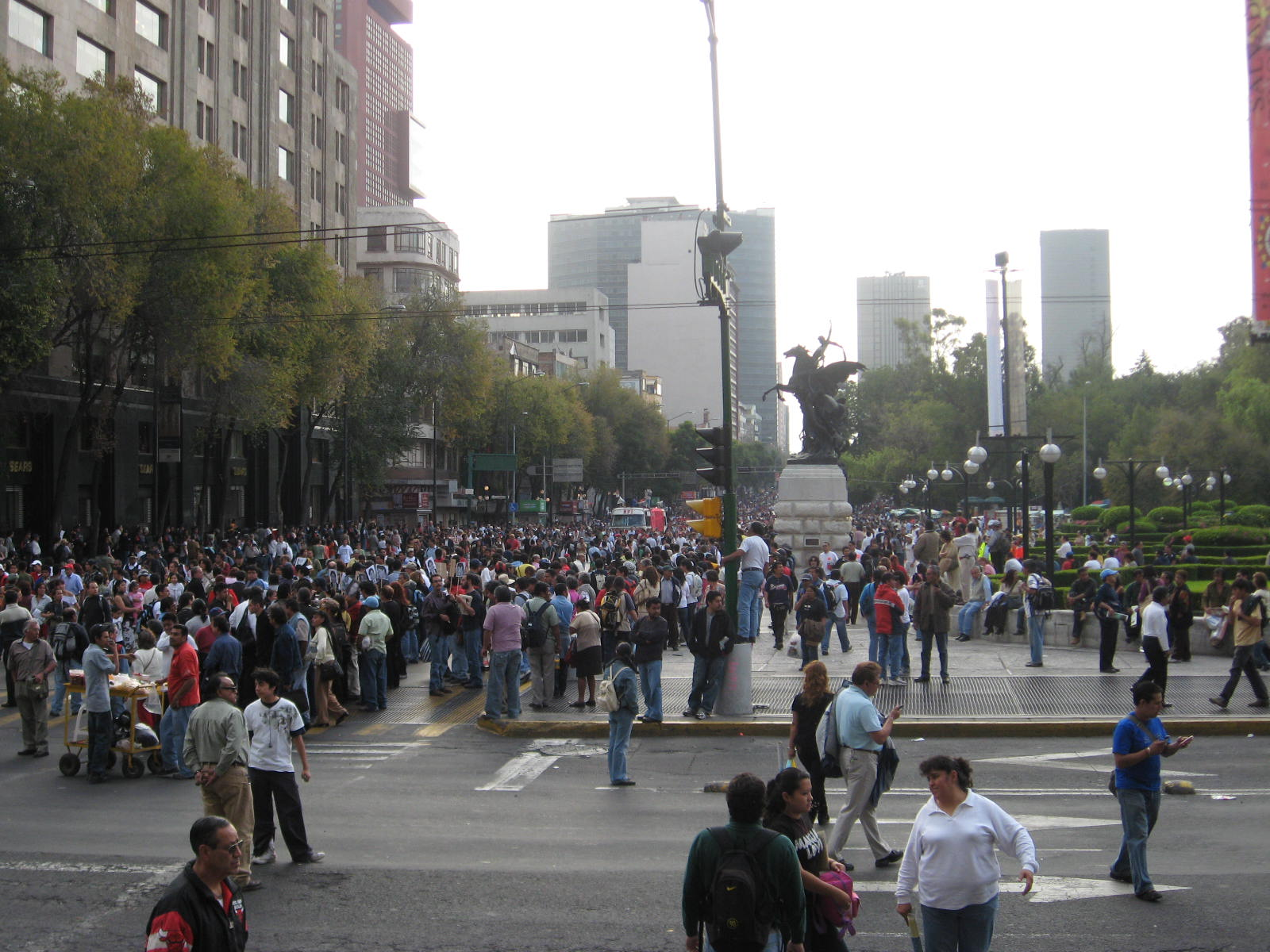
第一路游行队伍的先锋
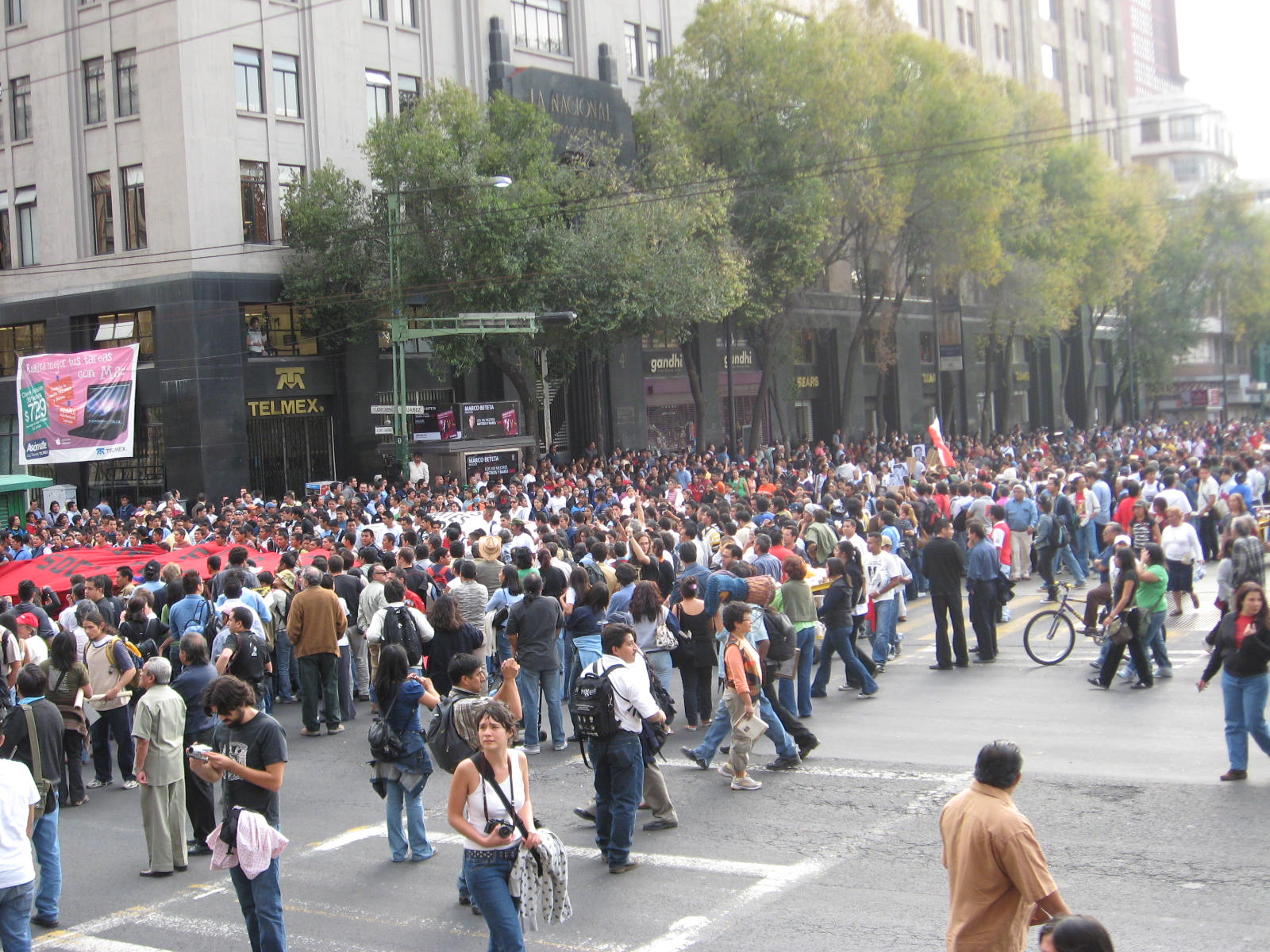
走向索卡洛广场游行队伍的一部分
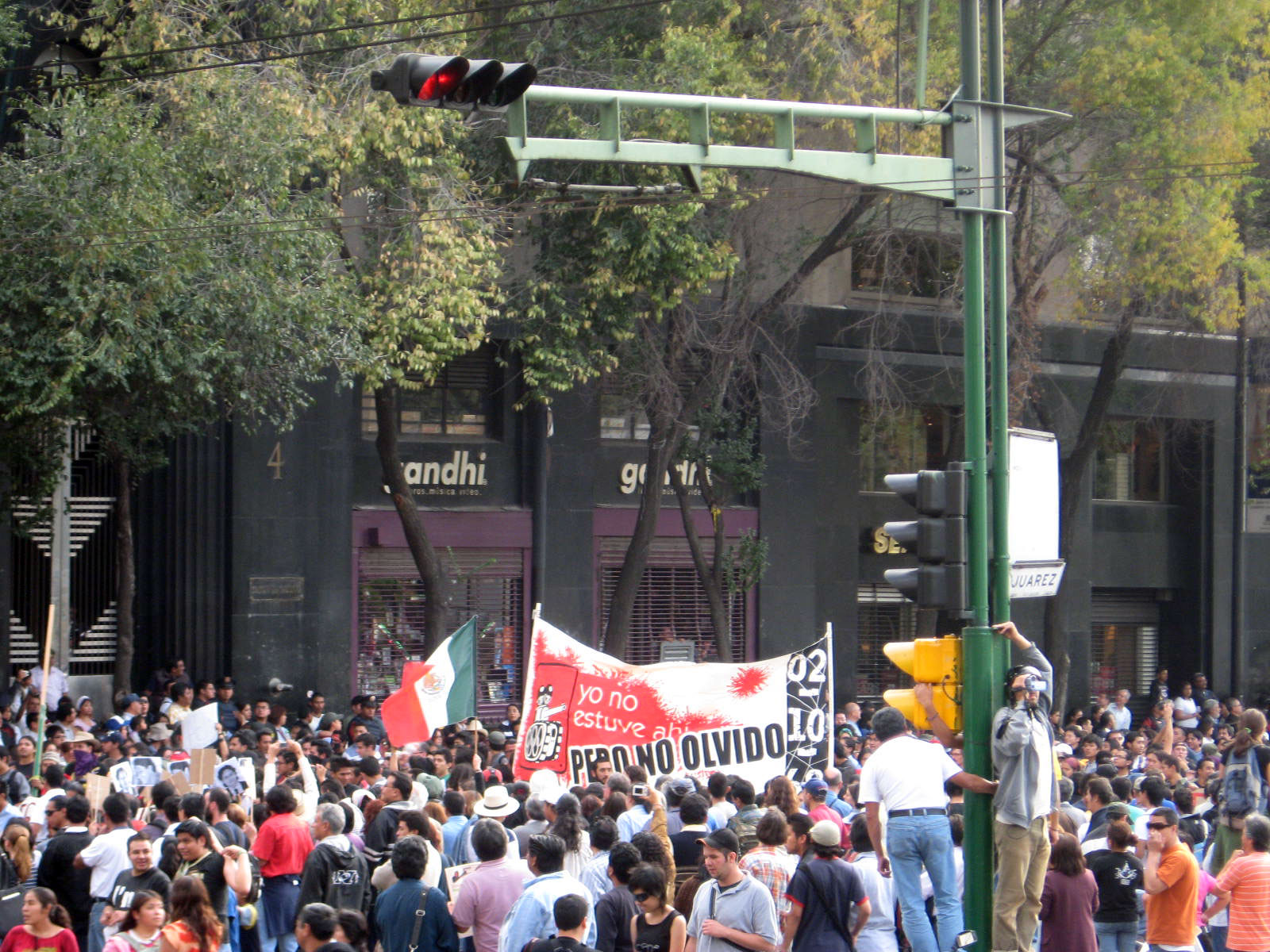
横幅写着：“No estuve ahí pero no olvido” (我不在那，但我不会忘怀)
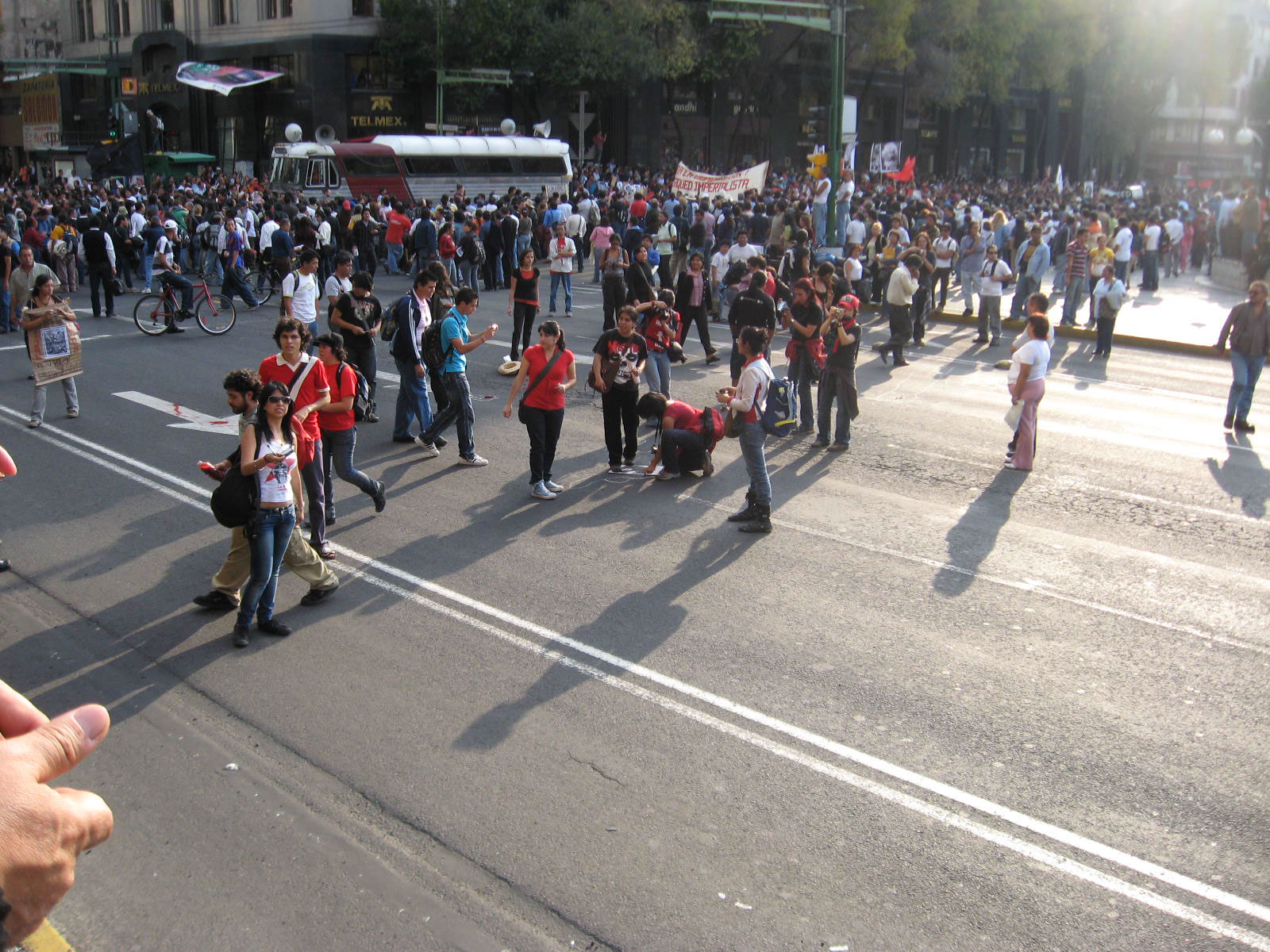
游行者们用粉笔画出人的轮廓

## 事件的影响
在此次事件之后，政府所有的合法性遭到广泛质疑，社会各阶层对政府的不信任感加深。为了重建政府的合法性，同时将国家从日益深刻的危机中解救出来，下一任总统路易斯·埃切维利亚决定施行“分享发展”战略，强化社会福利，加快经济向外向型经济转型，促进政治的开放。

## 拓展阅读
- Poniatowska, Elena (trans. by Lane, Helen R.), Massacre in Mexico (original title La noche de Tlatelolco), New York: Viking, 1975 ISBN 0-8262-0817-7.
- Taibo II, Paco Ignacio, "'68", New York: Seven Stories Press, 2003 ISBN 1-58322-608-7.
- The ghosts of Mexico 1968 （页面存档备份，存于）, Apr 24th 2008, 经济学人
- Ecker, Ronald L. . April 1, 2009  [27 July 2010]. （原始内容存档于2010年7月31日）. Article by scholar cites dozens of sources.
- Lucas, Jeffrey Kent.  The Rightward Drift of Mexico's Former Revolutionaries: The Case of Antonio Díaz Soto y Gama.  Lewiston, NY: Edwin Mellen Press, 2010.